# Жечо Бакалов
Жечо Атанасов Бакалов е български адвокат и политик, министър от Младолибералната партия.

## Биография
Жечо Бакалов е роден през 1867 година в град Шумен, тогава Османска империя. През юли 1896 г. се жени за Райна Икомомова от Разград, дъщеря на Никола Икономов – Жеравненеца. Завършва право в Швейцария и през 1899 година започва работа като адвокат в София. Член е на Младолибералната партия (тончевисти).
През 1899 – 1900 година е председател на X Обикновено народно събрание, а между 1913 и 1918 година – министър на търговията, промишлеността и труда във второто и третото правителство на Васил Радославов. Многократно е преизбиран за народен представител – XIII обикновено народно събрание (1903 – 1908), XVI обикновено народно събрание (1913) и XVII обикновено народно събрание (1913 – 1919).
Обвиняем от Третия държавен съд като един от виновниците за националните катастрофи, но умира на 25 декември 1921 година, преди произнасянето на присъдите.